# Локон Аньєзі

Локон Аньєзі

Локон Аньєзі (також верзієра Аньєзі , кубіка Аньєзі, дзвоноподібна крива Коші ) — плоска алгебрична раціональна крива третього порядку, що визначається двома діаметрально протилежними точками кола.
Означення

Анімація, що ілюструє утворення локона Аньєзі

- Нехай дано коло діаметром {\displaystyle OA} з опорною точкою {\displaystyle O=(0;0)} в початку координат. Січна {\displaystyle OL} (дотична до кола {\displaystyle AL\parallel Ox}) перетинає це коло в точці {\displaystyle C}. Проведено прямі {\displaystyle CM\perp OA} та {\displaystyle LM\parallel OA}. Геометричне місце точок {\displaystyle M} перетину цих прямих є локоном Аньєзі.[2] :стор.237

- Також, локон Аньєзі  [3] :стор.806 ; [4] :стор.89 — геометричне місце точок {\displaystyle M}, для яких виконується співвідношення {\displaystyle \textstyle {\frac {BM}{BC}}={\frac {OA}{OB}}}

де {\displaystyle OA} — діаметр кола; 

{\displaystyle BC} — напівхорда цього кола, перпендикулярна до {\displaystyle OA}. 
Свою назву "локон Аньєзі" крива отримала на честь італійської математикині Марії Гаетани Аньєзі, яка досліджувала цю криву.
Лінія четвертого порядку, що складається з локона Аньєзі та прямої, що збігається з віссю абсцис, є одним з випадків кривих, під назвою яйце Гренвіля

## Рівняння
Нехай твірне коло локона Аньєзі має точку опори {\displaystyle O=(0,0)}, в початку координат. Діаметрально протилежна точка кола {\displaystyle A=(0,a)} лежить на осі {\displaystyle Oy}, тобто діаметр твірного кола дорівнює {\displaystyle OA=a}. 

Тоді локон Аньєзі має наступні рівняння:
- У декартовій системі координат:

{\displaystyle y={\frac {a^{3}}{a^{2}+x^{2}}}}.
або ж:
{\displaystyle x^{2}y=a^{2}\cdot (a-y)}.
Координати точки {\displaystyle M}, що лежить на локоні — {\displaystyle x=BM}, {\displaystyle y=OB}. {\displaystyle OA=a} і за визначенням будуємо пропорцію
{\displaystyle \textstyle {\frac {x}{BC}}={\frac {a}{y}}}
Звідси
{\displaystyle \textstyle BC={\frac {xy}{a}}}
З іншого боку {\displaystyle BC} може бути знайдений з рівняння кола:
{\displaystyle \textstyle \left(y-{\frac {a}{2}}\right)^{2}+x^{2}={\frac {a^{2}}{4}}}
Нам відомий {\displaystyle y=OB}, значить виражаємо {\displaystyle x^{2}}:
{\displaystyle \textstyle x^{2}={\frac {a^{2}}{4}}-\left(y-{\frac {a}{2}}\right)^{2}}
Прирівнюємо обидва вирази для {\displaystyle BC}:
{\displaystyle \textstyle {\frac {x^{2}y^{2}}{a^{2}}}={\frac {a^{2}}{4}}-\left(y-{\frac {a}{2}}\right)^{2}}
Зводимо в квадрат, переносимо та виносимо {\displaystyle y^{2}} за дужки:
{\displaystyle \textstyle \left({\frac {x^{2}}{a^{2}}}+1\right)y^{2}=ay}
Виражаємо y (y=0 не підходить за визначенням):
{\displaystyle \textstyle y={\frac {a^{3}}{a^{2}+x^{2}}}}
При {\displaystyle a=1} рівняння кривої матиме вигляд:
{\displaystyle y={\frac {1}{1+x^{2}}}}.
Ця крива є графіком похідної функції арктангенса. 
- Параметричне рівняння в декартовій системі координат [2] :стор.238:

{\displaystyle {\begin{cases}x(\varphi )=a\cdot \operatorname {tg} \,\varphi \\y(\varphi )=a\cdot \cos ^{2}\varphi \end{cases}}\,\qquad -{\frac {\pi }{2}}<\varphi <{\frac {\pi }{2}}},
де параметр {\displaystyle \varphi =\angle AOC} — кут між {\displaystyle OA} і {\displaystyle OC}; точці {\displaystyle A} відповідає значення {\displaystyle \varphi =0}.
Координати точки {\displaystyle M} однозначно визначаються кутом {\displaystyle \varphi } між {\displaystyle OB} і {\displaystyle OC}. Якщо {\displaystyle OB=y}, а {\displaystyle BM=x}, тоді за визначенням локону можна скласти пропорцію
{\displaystyle \textstyle {\frac {OA}{y}}={\frac {x}{BC}}}
{\displaystyle OA} за визначенням дорівнює {\displaystyle a}. З трикутника {\displaystyle OBC}: {\displaystyle BC=y\,\operatorname {tg} \,\varphi }, значить
{\displaystyle \textstyle {\frac {a}{y}}={\frac {x}{y\,\operatorname {tg} \,\varphi }}}
звідси {\displaystyle x=a\,\operatorname {tg} \,\varphi }. Цю формулу підставляємо в рівняння кривої:
{\displaystyle \textstyle y={\frac {a^{3}}{a^{2}+a^{2}\,\operatorname {tg} ^{2}\,\varphi }}}
{\displaystyle \textstyle y={\frac {a}{1+\,\operatorname {tg} ^{2}\,\varphi }}}
Використавши тотожність, отримаємо
{\displaystyle y=a\cos ^{2}\varphi }
- Раціональна параметризація для кривої має вигляд:

{\displaystyle {\begin{cases}x(t)=a\cdot t\\y(t)={\frac {a}{1+t^{2}}}\end{cases}}\,;\qquad -\infty <t<+\infty } ;
- У полярній системі координат рівняння локону досить складне; щоб його знайти, треба розв'язати кубічне рівняння:

{\displaystyle \textstyle \rho \sin {\varphi }={\frac {a^{3}}{a^{2}+\rho ^{2}\cos ^{2}\varphi }}}
{\displaystyle \textstyle \rho ^{3}(\cos ^{2}\varphi \sin \varphi )+\rho (a^{2}\sin \varphi )-a^{3}=0}
Однак отримана формула буде занадто складною і невкладистою, щоб мати якесь практичне значення.

## Властивості
- Локон Аньєзі — алгебрична раціональна  крива третього порядку.

Згідно класифікації Ньютона кривих третього порядку, локон Аньєзі є гіперболізмом кола та має нескінченно віддалену ізольовану точку на осі {\displaystyle Oy}. :стор.214
- Діаметр {\displaystyle OA} єдина вісь симетрії кривої. Вісь {\displaystyle Ox} (дотична до твірного кола в його точці опори) — асимптота локона Аньєзі.
- Крива має один максимум — {\displaystyle A(0;a)} і дві точки перегину, що відповідають параметричним кутам {\displaystyle \varphi =\pm {\frac {\pi }{6}}} та мають координати  : {\displaystyle \textstyle P_{1}\left(-{\frac {a}{\sqrt {3}}};{\frac {3a}{4}}\right)} та {\displaystyle \textstyle P_{2}\left({\frac {a}{\sqrt {3}}};{\frac {3a}{4}}\right)}. [7] [8] :стор.238

Точки перегину лежать на прямих {\displaystyle y=\pm {\frac {3{\sqrt {3}}}{4}}\cdot x}
Кути {\displaystyle \alpha _{1}} та {\displaystyle \alpha _{2}} між дотичними в точках перегину {\displaystyle P_{1}} та {\displaystyle P_{2}} та додатнім напрямом осі {\displaystyle Ox} можна визначити за формулами:   
{\displaystyle \operatorname {tg} \,\alpha _{1,2}=\mp {\frac {3{\sqrt {3}}}{8}}}
Для побудови дотичних {\displaystyle P_{1}F} та {\displaystyle P_{2}F} достатньо відкласти відрізок {\displaystyle AF={\frac {a}{8}}} на продовженні діаметра {\displaystyle OA} (у випадку представлених вище рівнянь кривої — точка {\displaystyle F} знаходиться на осі {\displaystyle Oy} та має координати {\displaystyle F=\left(0\,;\,a+{\frac {a}{8}}\right)}).
- В околі вершини {\displaystyle A} локон наближається до кола діаметром {\displaystyle OA}. У точці {\displaystyle A} відбувається дотик, і крива збігається з колом. Це показує значення радіуса кривини в точці {\displaystyle A}: {\displaystyle \textstyle R_{A}={\frac {a}{2}}}.

Центр кривини кривої в точці {\displaystyle A} збігається з центром твірного кола.
- Площа під графіком (між кривою і асимптотою): {\displaystyle S=\pi a^{2}}. [7] [8] :стор.238 [9]

Вона обчислюється інтегруванням рівняння по всій числовій прямій {\displaystyle \textstyle \mathbb {R} } , і дорівнює площі визначального круга, помноженій на 4.
- Центр мас фігури, що обмежена кривою та її асимптотою лежить на осі симетріі, на відстані {\displaystyle {\frac {a}{4}}}  від асимптоти, . (у випадку представлених вище рівнянь кривої — центр мас знаходиться на осі {\displaystyle Oy} та має координати {\displaystyle \left(0\,;\,{\frac {a}{4}}\right)}).[8] :стор.238

- Найбільший за площею прямокутник, який можна вписати між кривою та її асимптотою, має висоту, що дорівнює радіусу визначального кола, і ширину, що дорівнює подвоєному діаметру кола. Його площа: {\displaystyle S=a^{2}}. [9]
- Об'єм тіла, утвореного обертанням кривої навколо своєї асимптоти (осі {\displaystyle Ox}): {\displaystyle \textstyle V={\frac {\pi ^{2}}{2}}\cdot a^{3}}.[7] [8] :стор.238 .

Цей об'єм вдвічі більший за об'єм тора, утвореного при обертанні визначального кола локона Аньєзі навколо цієї ж прямої. 

Об'єм тіла, утвореного при обертанні локона Аньєзі навколо осі симетрії (в нашому випадку навколо осі {\displaystyle Oy}) має нескінченне значення. :стор.760

## Побудова
1. Будуємо коло діаметром {\displaystyle OA=a} і через нижню точку кола О проводимо дотичну Ox.
2. Через верхню точку кола A (діаметрально протилежну до О) проводимо пряму, паралельну до Ох.
3. Через точку О проводимо січну ОL, яка перетинає коло в точці C і верхню пряму в точці L.
4. Через точку C проводимо пряму, паралельну до Ох, а через L проводимо пряму, паралельну до діаметра ОA. Ці дві прямі перетинаються в точці M, яка належить локону Аньєзі.

## Споріднені криві та деякі узагальнення

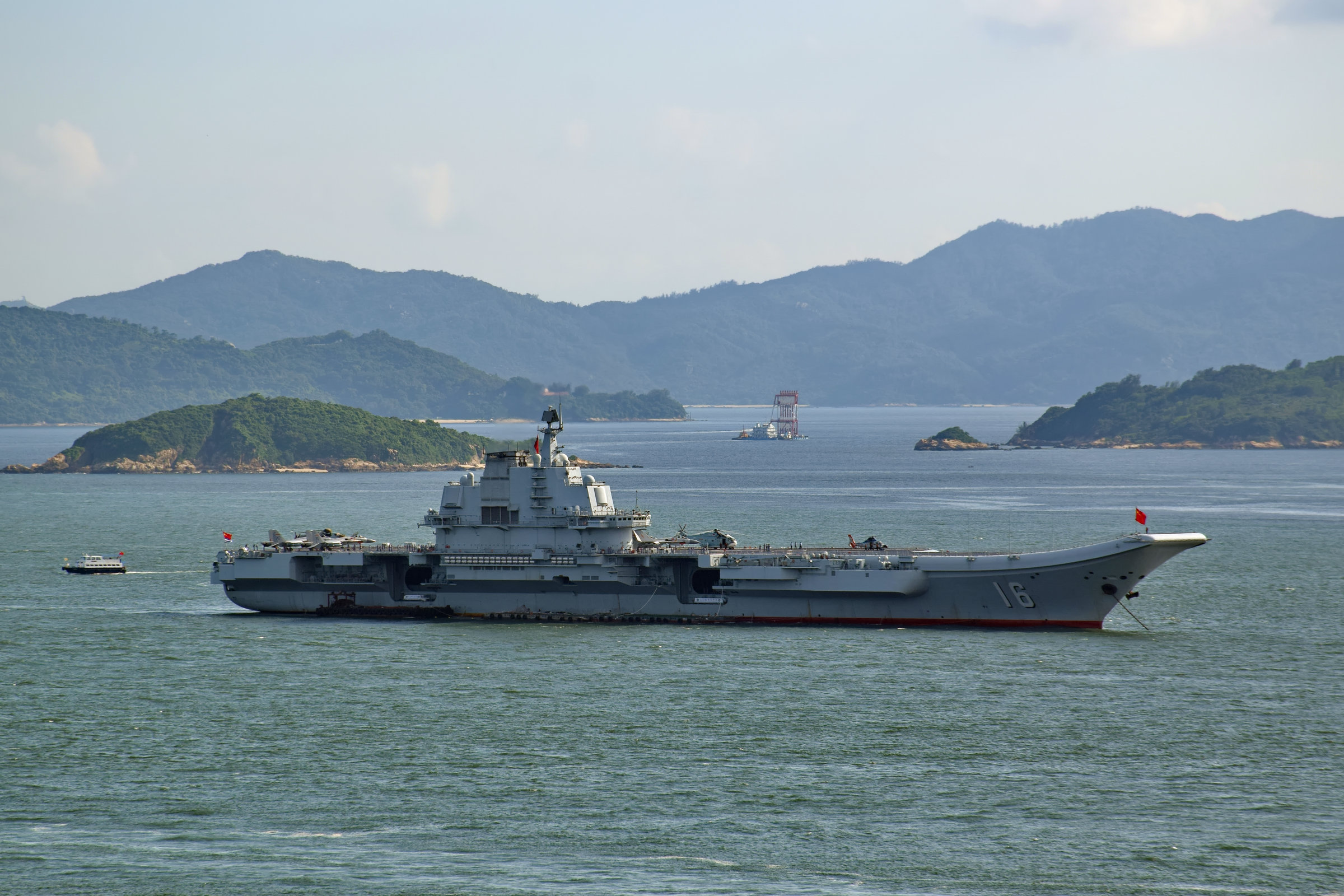
Використання в авіаносці Ляонін

- Коли точка {\displaystyle M} окреслює локон Аньєзі (див. означення локона Аньєзі вище), то точка, що знаходиться в середині відрізка {\displaystyle CL} окреслить криву

{\displaystyle (2y-a)\cdot (x^{2}+y^{2})=a\cdot y^{2}}.
Цю криву називають візієрою Пеано або супровідною цисоїди :стор.214, п.1
Параметричні рівняння цієї кривої:
{\displaystyle {\begin{cases}x(t)={\frac {a\cdot t\cdot (t^{2}+2)}{2(t^{2}+1)}}\\y(t)={\frac {a\cdot (t^{2}+2)}{2(t^{2}+1)}}\end{cases}}\,;\qquad -\infty <t<+\infty } .
де {\displaystyle OA=a} — діаметр твірного кола локона Аньєзі (також і візієри Пеано);
'
Візієра має ізольовану точку {\displaystyle O=(0;0)} та асимптоту {\displaystyle y={\frac {a}{2}}}
Візієра має один максимум в точці {\displaystyle A=(0;a)} та дві точки перегину, що мають координати  : {\displaystyle \textstyle Q_{1,2}=\left(\pm {\frac {4a}{5}}\cdot {\sqrt {\frac {2}{3}}};{\frac {4a}{5}}\right)}.
Площа, що міститься між візієрою та її асимптотою дорівнює {\displaystyle S=5\pi a^{2}}.
Побудова  :стор.214, п.3

Пряма {\displaystyle \ell }, що проходить через початок координат, перетинає коло {\displaystyle x^{2}+y^{2}=2r\cdot y} в точці {\displaystyle E}, а пряму {\displaystyle y=2r} — в точці {\displaystyle F}. Через проєкцію {\displaystyle C} точки {\displaystyle F} на вісь {\displaystyle Ox} проведено пряму, що паралельна до {\displaystyle \ell }. 

Точка {\displaystyle P} її перетину з перпендикуляром із {\displaystyle E} на {\displaystyle Oy} належить візієрі
{\displaystyle x^{2}\cdot y=(2r+y)^{2}\cdot (2r-y)}.
- В колі {\displaystyle K} з центром {\displaystyle C} та радіусом {\displaystyle r}проведено хорду {\displaystyle OB}. Кут між {\displaystyle CO} та {\displaystyle OB} дорівнює {\displaystyle \alpha }. Змінна пряма {\displaystyle \ell }, що проведена через {\displaystyle O}, перетинає коло в точці {\displaystyle D}, і в точці  {\displaystyle E} дотичну до кола в його точці {\displaystyle B}. На прямій {\displaystyle \ell } відкладаємо відрізок {\displaystyle EP}, що дорівнює {\displaystyle OD} ( в тому ж напрямі).

Точка {\displaystyle P} окреслює криву
{\displaystyle (x^{2}+y^{2})\cdot (x\cdot \cos \alpha +y\cdot \sin \alpha -4r\cdot \cos ^{2}\alpha )+2r\cdot y^{2}=0},
яку називають косою візієрою (за вісь {\displaystyle Ox} прийнято пряму {\displaystyle OB}; початок координат знаходиться в точці {\displaystyle O}).
Подвійна точка {\displaystyle O} є або вузловою, або точкою звороту, або ізольованою, в залежності від співвідношення {\displaystyle \alpha \lesseqgtr {\frac {\pi }{4}}}.
Особливий фокус кривої знаходиться в центрі кола {\displaystyle K}. А окремому випадку, при {\displaystyle \alpha ={\frac {\pi }{4}}}, крива є цисоїдою. :стор.214 - 215, п.4
- Псевдоверзієра (також псевдо-локон) .[11] :стор.290 ;

 :стор.238 ;  :стор.215, п.5 — крива, що утворюється шляхом подвоєння ординат локона Аньєзі. 
Означення
Нехай з точки {\displaystyle D=(0;2a)} проведено перпендикуляр {\displaystyle DN} на змінну пряму {\displaystyle OL=\ell } (точка {\displaystyle O=(0;0)}— початок координат).

З точки {\displaystyle N} їх перетину проведено пряму {\displaystyle NM\parallel Ox}, що перетинає вісь {\displaystyle Oy} в точці {\displaystyle E}. Із точки {\displaystyle L} перетину прямих {\displaystyle OL=\ell } та {\displaystyle AL\quad \textstyle {(y=a)}} проведено пряму {\displaystyle LM\parallel Oy}. Геометричне місце точок {\displaystyle M} перетину прямих {\displaystyle NM} та {\displaystyle LM} є псевдоверзієрою.

Її рівняння у декартовій системі координат  :стор.215, п.5:
{\displaystyle y={\frac {2a^{3}}{a^{2}+x^{2}}}}.
або ж:
{\displaystyle x^{2}y=a^{2}\cdot (2a-y)}.
Цю криву досліджував Дж. Грегорі в 1658 і використовував Готфрід Лейбніц у 1674 році, виводячи вираз:  :стор.238
{\displaystyle {\frac {\pi }{4}}=1-{\frac {1}{3}}+{\frac {1}{5}}-{\frac {1}{7}}+...}
- Узагальненням локона Аньєзі можуть бути криві:
  - Аньєзіана [6] :стор.215, п.6 — пряма {\displaystyle AL} (див. означення локона Аньєзі) займає довільне положення, та перпендикулярна до {\displaystyle OA}.

Означення
Пряма {\displaystyle \ell }, що проходить через початок координат {\displaystyle O=(0;0)}, перетинає коло {\displaystyle x^{2}+y^{2}=a\cdot y} та пряму {\displaystyle y=b} в точках {\displaystyle C} та {\displaystyle L} відповідно.
Точка {\displaystyle M} перетину прямих {\displaystyle CM} та {\displaystyle LM}, що паралельні до осей координат {\displaystyle Ox} та {\displaystyle Oy} відповідно, окреслює криву
{\displaystyle y\cdot (b^{2}+x^{2})=ab^{2}}.
яку називають аньєзіаною.
У випадку {\displaystyle a=b}, крива є локоном Аньєзі; а у випадку {\displaystyle a=2b} — псевдо-локоном.
- - Агвінея Ньютона — не тільки пряма {\displaystyle AL}, а ще й полюс {\displaystyle O} займає довільне положення.

## Використання
Зокрема, Локон Аньєзі використовується у вигині злітних рамп у авіаносців.